# Gheață

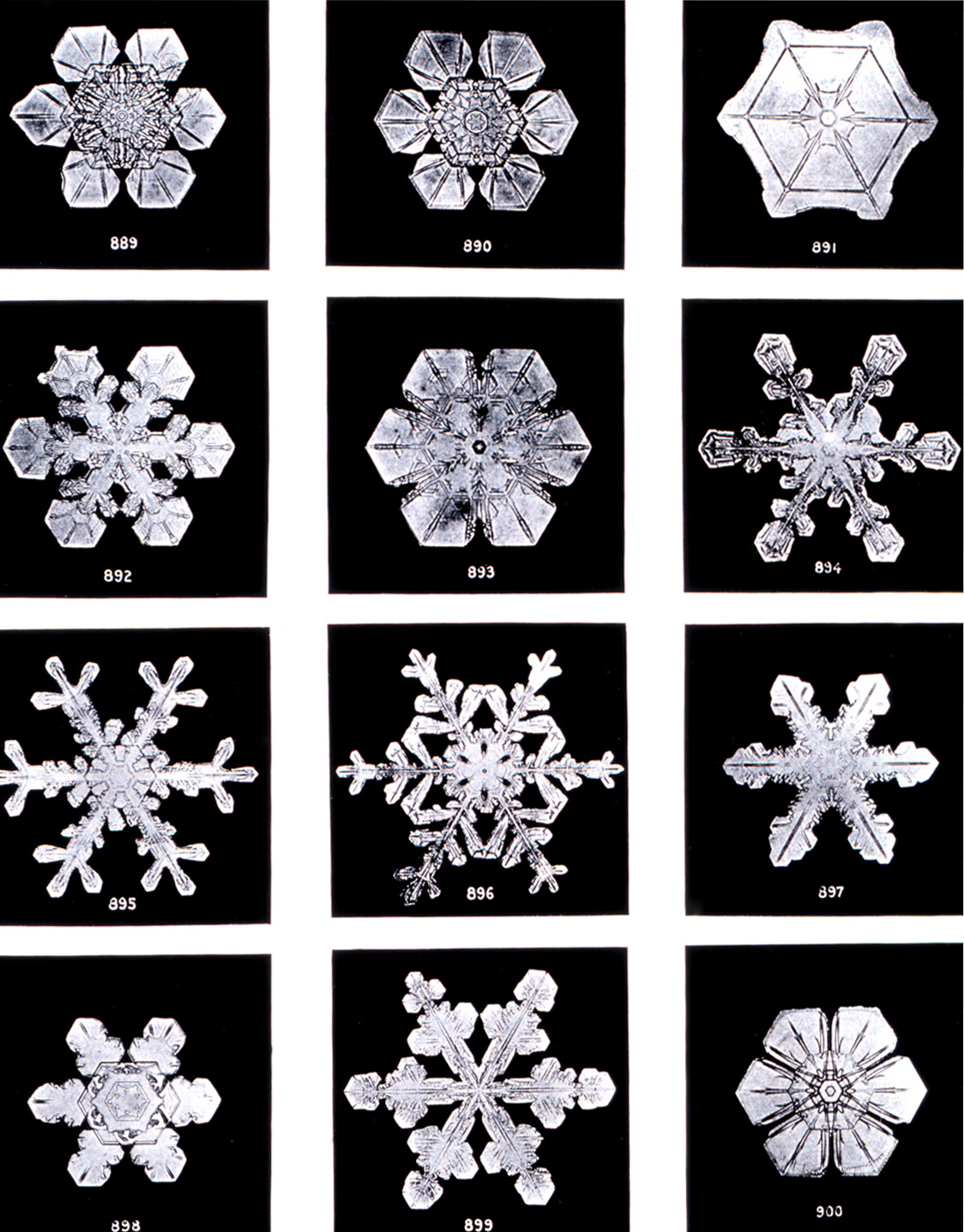
Fotografie a fulgilor de zăpadă de Wilson Bentley, 1902.

Gheața este o substanță solidă, cristalizată, obținută prin înghețarea apei, substanță al cărei punct de topire (760 mm coloană de mercur) servește drept standard termometric: 0 °C sau +32 °F. Proprietățile fizice ale gheții la 0 °C sunt:
- densitatea de cca. 900 kg/m³;
- capacitatea termică masică de aproximativ 2,1 kJ/kg·°C;
- căldura latentă de topire de cca. 335 kJ/kg;
- conductivitatea termică de 2,326 W/m·°C.[1]

Spre comparație:
- Densitatea apei lichide: circa 1000 kg/m³
- Capacitatea termică masică a apei lichide: aprox. 4,19 kJ/kg·°C;
- Căldură latentă de vaporizare a apei: aprox. 2257 kJ/kg;
- Capacitatea termică masică a vaporilor de apă: aprox. 1,87 kJ/kg·°C;

## Efectul Mpemba
De multe secole, mari gânditori, printre care Aristotel, Francis Bacon și René Descartes au încercat să găsească explicația unui fenomen fizic evident, dar, chiar și în zilele noastre, imposibil de înțeles: de ce apa fierbinte îngheață mai repede decât apa rece?
Acest fenomen a devenit cunoscut și publicului larg după ce studentul tanzanian Erasto Mpemba i-a adresat această întrebare profesorului său, în 1968. Profesorul nu i-a putut oferi o explicație și, ulterior, a publicat o lucrare științifică despre acest subiect, numindu-l “efectul Mpemba”.

## Articole pe teme de glaciologie
- Aisberg
- Alpii înalți
- Antarctica
- Arctica
- Ablație (fenomen)
- Balanța masei unui ghețar
- Banchiză
- Calotă polară
- Circ glaciar
- Climatul calotelor polare
- Gheață
- Ghețar
- Glaciologie
- Criosferă
- Încălzirea globală
- Înzăpezire
- Linia arborilor
- Linia înghețului
- Linia de îngheț (astrofizică)
- Listă de țări în care ninge
- Nivologie
- Sculptura în gheață
- Spărgător de gheață
- Zăpadă
- Zonă de ablație
- Zonă de acumulare